# Istra - Oprtalj
Istra - Oprtalj este o arie protejată (sit de importanță comunitară — SCI) din Croația întinsă pe o suprafață de 5,7 ha, integral pe uscat.

## Localizare
Centrul sitului Istra - Oprtalj este situat la coordonatele 45°22′26″N 13°49′16″E / 45.373969°N 13.821023°E.

## Înființare
Situl Istra - Oprtalj a fost declarat sit de importanță comunitară în iulie 2013 pentru a proteja 1 specie de plante.

## Biodiversitate
Situată în ecoregiunea mediteraneană, aria protejată nu include niciun habitat protejat.
La baza desemnării sitului se află o specie protejată de  plante: Himantoglossum adriaticum.